# 名鉄キハ8000系気動車
名鉄キハ8000系気動車（めいてつキハ8000けいきどうしゃ）とは、名古屋鉄道（名鉄）にかつて在籍した優等列車用気動車の一群を指す総称である。

## 概要
日本国有鉄道（国鉄）高山本線への直通列車運転を目的に、日本車輌製造で1965年と1969年の2回に亘り、6両ずつ合計12両が製造された。当初は準急列車に用いられ、その後急行列車、特急列車にまで充当された。
当時非冷房が主体であった国鉄の準急用車両に比べ、「特急車両」に準じて設計された本系列の接客設備は列車種別相応の設備から乖離する懸念も指摘されたが、名鉄は自社の方針を堅持した準急用気動車として本系列を完成させた。なお、本系列と同様に観光路線向けの準急用として特急車両並みの設備で登場し、実際に後年は専ら特急用とされた点では国鉄157系電車の前例がある。
第9回（1966年）鉄道友の会ブルーリボン賞受賞。

## 直通運転の背景

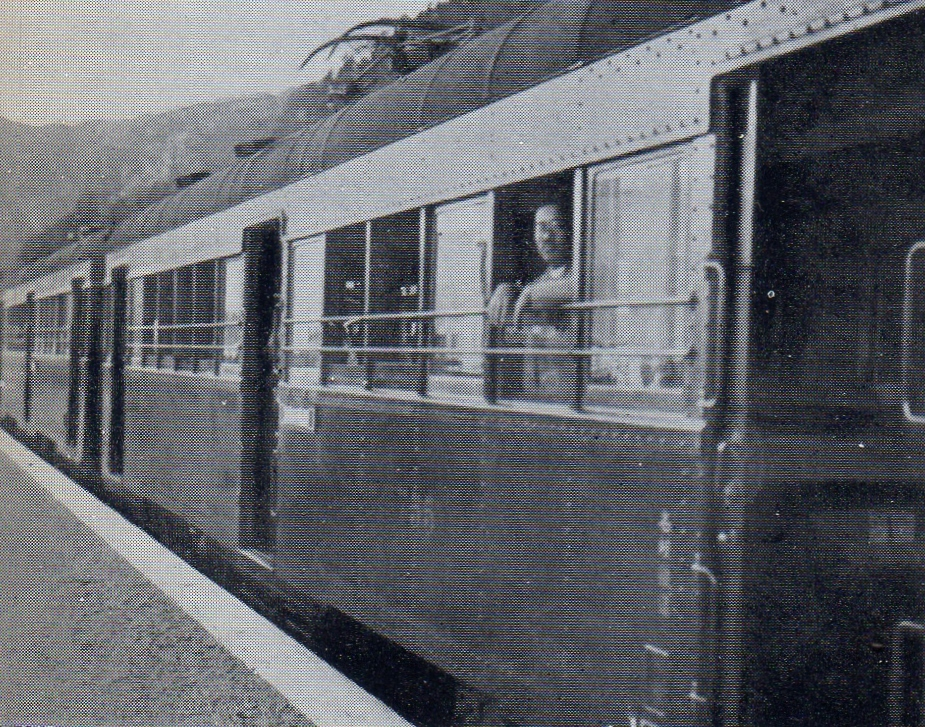
下呂に乗り入れるデセホ750形

名古屋鉄道は名岐鉄道時代の1932年（昭和7年）10月から週末に、自社犬山線と国鉄（当時の運営母体は鉄道省）高山本線経由で名古屋市内の柳橋駅（名古屋駅近くの名鉄ターミナル駅。1941年〈昭和16年〉廃止）から下呂駅への直通列車を運行していた。当時は畳敷化などの改装を施した名鉄電車（デセホ750形）を高山本線内で国鉄蒸気機関車に牽引させることで、直通運転を実現していた。両線が近接する鵜沼駅の貨物用連絡線を利用して直通させている。
この背景には、名古屋駅 - 鵜沼駅間では岐阜駅経由の東海道本線・高山本線ルートより犬山線を経由する方が短距離という事情と、名鉄のターミナルであった柳橋駅は当時の名古屋市の中心街に位置していたこともあって、旅客誘致策の一環として名鉄が鉄道省に申し入れた。鉄道省側は当初、一私鉄の車両を省線で運行するには保安上問題があるとして拒んでいたが、昭和天皇が犬山行幸の折に名鉄を利用したことを挙げて説得し、また、当時は鉄道省も観光客誘致に力を入れていたこともあって、名鉄車両の省線乗入れを承諾したものである。
名鉄ではこの乗入れ列車のために、当時の最新鋭車であるデセホ750形2両の半室を畳敷に改造した「お座敷電車」（翌年からは便所も取付たデホ250形）を用意し、「下呂行き特急」として大々的に宣伝した。下呂への往路は土曜日の午後と日曜日の朝に柳橋を出発し、復路は日曜日の夕方に下呂を出発するダイヤが設定され、週末の1泊・休日の日帰り旅行に適したものとなった。
その後1940年（昭和15年）10月のダイヤ改正からは、国鉄の木造客車を名鉄線内で電車牽引する逆乗入れの形態とし、区間を押切町（現在の地下鉄鶴舞線浅間町駅の北西にあった。柳橋駅同様1941年（昭和16年）廃止） - 富山間に拡大した（運用上、この方が鉄道省の取扱が楽になる）。直通運転は太平洋戦争中に戦況の激化に伴って休止されたが、時期は不明（1944年〈昭和19年〉改正時の時刻表には乗入れ列車の記述あり）となっている。
戦後、1960年代の国内観光ブームを背景にこの直通運転再開が目論まれた。名鉄側は以前から運転再開を希望していたが、実現の契機となったのは、名鉄築港線（側線群）の大部分を1965年（昭和40年）に開業した第三セクター鉄道の名古屋臨海鉄道に譲渡した際であった。名古屋臨海鉄道には国鉄も資本参加していたため、高山本線への直通運転再開は築港線と貨物輸送の補償条件として実現した。
すでに高山本線では1958年（昭和33年）以降、気動車による準急列車が運行されて好成績を収めており、名鉄直通列車についても気動車が用いられることになった。この列車もまた準急列車としての設定が計画された。
名古屋鉄道（と同社に合併されたいくつかの鉄道会社）には戦前こそ支線用のガソリンカーを保有していたが、それらは戦中戦後に全て電車の付随車に改造されて気動車を保有していなかった。だが、狭小な建築限界の上に急カーブがある名鉄線には幅広な国鉄形気動車が直通できないこと、また国鉄車両よりも水準の高い（パノラマカーと同等の）サービスが目論まれたこともあり、新たに専用の気動車を開発することになった。

## 車両概説

### 車体

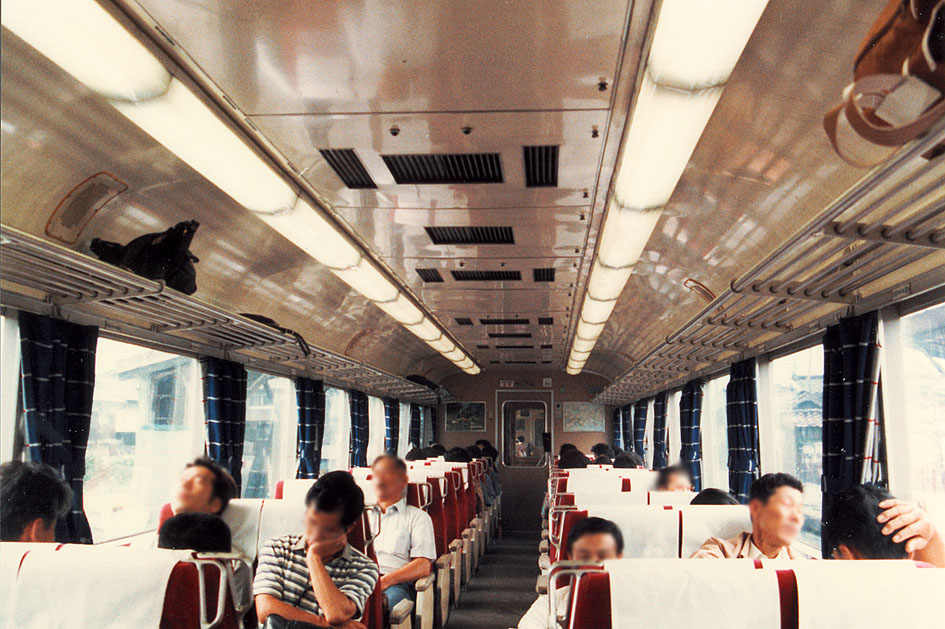
キハ8052の室内

国鉄気動車並みの20m級車体ではあるが、カーブなどで限界に抵触しないよう車幅をキハ8200形で2,710mmに、他の形式では2,730mmに抑えた。これは国鉄キハ58系の全幅2,944mmより200mm以上狭い仕様である。のちに製造された1000系、8800系中間車やキハ8500系においては、20m級車体であっても端部の角を落とすことで2,740mmの車体幅を確保しているが、本系列では車体全体の幅を抑えた構造になっているため特に車体幅が狭い。
枇杷島分岐点の急カーブに対応するため、連結面の隙間は国鉄車両の500mmより拡大され、730mmとしている。客用扉は戸袋の不要な2枚折戸を用い、車体内側の空間確保に配慮した。乗降口は乗降頻度の少なさと床上配置の放熱器を設置する空間を確保するため、運転台とは反対側の1か所のみである。
運転台は正面貫通式の高運転台構造で、窓上両側にシールドビーム2灯を配置している点はキハ58系と共通である。運転台前面窓は隅部に斜めの平面ガラスを配置することで簡易なパノラミックウィンドウを採用し、前面は国鉄キハ82形の意匠に類似する。正面貫通路上はキハ58系にある列車種別表示幕を廃した代わりにスピーカーが仕込まれ、名鉄特急（パノラマカー）の象徴であるミュージックホーンの吹鳴装置を装備していた。通常の空気笛は冬季降雪時の伝播性（聞こえ易さ）を考慮して、国鉄車両と同型のタイフォンを装備した。なお、国鉄線においてはミュージックホーンではなく通常の空気笛を使用していた。

### 内装
名古屋鉄道は1959年に普通列車に用いられる車両としては日本初の「大衆冷房電車」5500系電車を送り出し、1961年には前面展望構造を備えた冷房付車7000系電車「パノラマカー」を開発していた。この先例との兼ね合いもあり、名鉄は直通準急用気動車についても冷房の搭載を決定した。冷房装置は国鉄の特急形車両や急行形一等車で既に採用されていたAU12形やAU13形は採用せず、名鉄で初採用のいわゆるポンプレス型で、屋上カバーは排気扇と一体化した連続形に、室内は平ら天井となった。キハ58系の設計に準ずるため、客室床面と窓框（850mm）が共に名鉄の電車に比べて高く、側面はやや腰高に見える。

側窓についてはパノラマカー同様のヒドゥンピラーを用いた広い固定式連続窓（天地寸法 75 cm）として眺望を確保し、二等座席もパノラマカーと同様の転換クロスシートとした。座席のモケットは登場時灰緑色で特急昇格時に赤色へ、1980年代には7000系白帯車と同じ2色へと変化している。また私鉄としては異例な一等車も製造され、こちらは国鉄優等車両の一等車と同等のリクライニングシートを採用した。長距離運用のためデッキ付としトイレも設置されている。客室化粧板は7000系と異なり薄茶色の木目柄が採用され、少し上級なイメージであった。なお屋根高さが3,450mm、床面高さ1,250mmであったことから、客室天井高さは薄型のポンプレス式冷房装置を以てしても2055mmで、国鉄特急車と同様に低かった。

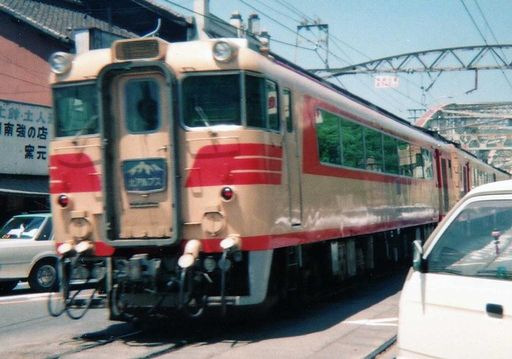
犬山橋を通過するキハ8000形

### 走行機器
開発コストを抑制し、また国鉄線内では国鉄乗務員が運転し、非常時には国鉄形気動車との併結も想定するという事情から、運転台と走行性能については1961年から量産されていた国鉄の急行形気動車キハ58系に準じたものとなった。最高速度は95km/hである。
エンジンはキハ58形と同一仕様のDMH17H形（180PS/1,500rpm）を搭載、台車も同様の国鉄標準形である金属バネ台車のDT22C形・TR51B形が用いられた。変速機や逆転機の減速比もキハ58系（ひいては一般形気動車）に等しい2.976である。ブレーキも国鉄形気動車同様の自動空気ブレーキDAE-1形だが、高山本線での連続勾配を考慮し、キハ58系に中途から採用されていた機関ブレーキ機構（エンジンブレーキの制御回路）を当初から併設している。
名鉄線内の車両限界（建築限界）に対応するため車体寸法が縮小され、床下の艤装空間が不足することから、放熱器は車端部の床上に置かれた。室内配置では自然通風による放熱が困難であるため、屋根上のファンで車体側面から吸気し、屋根上に排熱する強制通風式である。これは国鉄キハ81形・キハ82形の発電セット用冷却系と同様であるが、小断面車体で屋根高さも低い本系列では、通路の天井高さを確保するため、小径ファンを左右に振り分けて装備する。車体端部には冷却風の吸気口を配する。
保安装置はATSを装備し、M式ATS（名鉄式自動列車停止装置）と国鉄仕様のATS-S形の二重装備としている。

## 形式

### キハ8000形
片運転台の二等車で1965年7月に2両（8001・8002）が製造され、その後1969年9月に1両（8003）が増備された。走行用エンジン1基と、冷房電源用エンジンを1基搭載する。1976年の特急格上げ時、客室前方の一角に車掌室を設置した。1988年に全廃となった。

### キハ8050形
運転台のない中間二等車で、1965年7月に2両（8051・8052）が製造された。高山本線の急勾配に備え、走行用エンジンを2基搭載する。キハ8000形とともに、1988年に廃車された。

### キロ8100形・キロ8150形
私鉄では数少ない一等車（1969年からグリーン車）で、1965年7月に先頭車（8101）・中間車（8151）が1両ずつ製造された。リクライニングシートを装備し、他形式と同様の連続窓だが、座席1列に1窓の割で配置されているため窓幅が狭い。走行用エンジン1基と、冷房電源用エンジンを搭載する。
1970年の立山直通運転に際して輸送力見直しが行われ、座席を普通車仕様の転換クロスシートに交換して普通車キハ8100形（8101）に格下げされた。8151には運転台取付改造も行われ、キハ8100形に編入されて8102となった。この時に取外されたリクライニングシートは当時計画のあった特急専用車に転用するため保管されていたが、車両計画の停滞により使用されないまま後年に廃棄されている。1985年に廃車された。

### キハ8200形
立山直通に際して不足する駆動力を補強するため増備。片運転台の普通車で、1969年9月に5両（8201 - 8205）が製造された。走行用エンジン2基の他に電源用エンジンまで搭載した重装備車であり、他のキハ8000系各形式の全長19730mmに対し、床下スペース確保のため全長を20730mm に延伸している。これは当時名鉄の車両で最大であった。車体延長に拘らず、ラジエターの追加で定員はキハ8000形より4名減少した。また長い車体がカーブ通過時に車両限界に支障しないよう、車体幅もさらに狭い 2,710 mm となっている。キハ8000系のうちで最後まで残った形式である。

## 運用の変遷

### 「たかやま」時代
8000系は1965年8月から運行を開始した名鉄神宮前駅 - 高山駅間準急列車「たかやま」の専用車として、まず6両が製造された。当時から塗色は国鉄急行形気動車に準じ、クリーム4号地色に、窓回り、車体裾、屋根水切りが赤11号で、運転台周りの塗り分けも全く同一である。因みに国鉄色の赤11号は、名鉄7000系で初めて採用され後に名鉄の一般車の標準色となった名鉄スカーレット色と色合いが類似する。
冷房付のデラックス準急は名鉄沿線から高山方面へ出掛ける観光客に人気を集め、当初は全車指定席で運行されたにもかかわらず、特にオンシーズンは指定席券を確保するのが難しい列車となった。
国鉄は1966年に、走行距離100km以上の準急列車を急行列車へ格上げする施策を行ったため「たかやま」も同年3月から急行列車となった。
変則的運用として国鉄からの要望で1967年7月15日 - 8月26日（8月12日を除く）の毎土曜日に名古屋駅 - 高山駅間の臨時夜行急行「りんどう」に投入された例がある。
- 「りんどう」は名古屋駅23時28分発 - 高山駅3時05分着のダイヤで下り列車のみの運転とされた。
- 運用（車両受け渡し）は、当日（土曜日）の「たかやま」と夕方の自社線（ディーゼル特急）運用を終えて燃料を補給後、神宮前駅 - 熱田駅間の連絡線から国鉄側へ入線。上り（復路）は日曜日の高山発が未明の3時過ぎでは乗客が見込めないことや定期の「たかやま」運用に支障を与えないために回送とし、早朝に鵜沼駅から犬山線経由で新川工場（現・新川検車支区）へ入庫とされた。ただし、国鉄では岐阜駅で進行方向が逆転（スイッチバック）するため、犬山線からは下砂杁信号場（西枇杷島駅隣接の三角線）を経由して新川工場へ入庫し、方向転換を行った。
- なお名鉄では間合い運用で自社線内の「ディーゼル特急」で運用していたが、「りんどう」運転翌日は7000系などのパノラマカーで代走を行った。

### 「北アルプス」時代

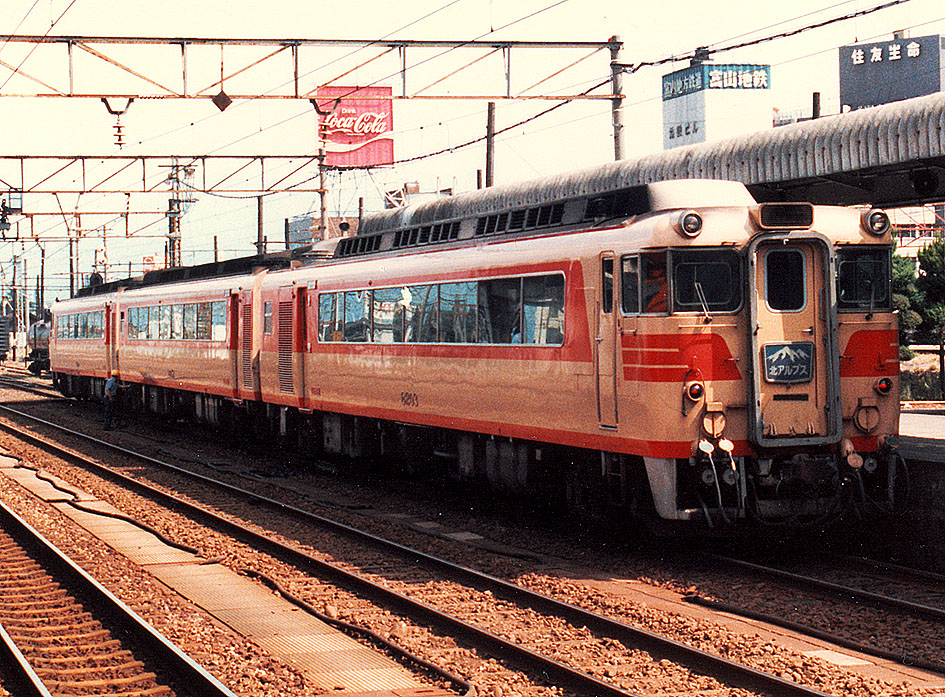
特急「北アルプス」

1970年7月の立山黒部アルペンルートの貫通（開通）に伴い、その玄関口となる富山地方鉄道立山線立山駅（富山駅経由）まで夏季のみ運行区間が延長され、列車名も「たかやま」から「北アルプス」へと改称した。これに必要となる車両数の確保を目的として、キハ8000形・キハ8200形計6両を増備している。同時に国鉄線内では全車指定席を廃止し、自由席車両が設定された。
この延長運転には、名鉄が当時最も注力していた北陸進出の一環との意味合いも込められており、資本参加を画策していた富山地鉄に対する影響力の増大を意識した名鉄の企業戦略に則ったものであった。後に富山地鉄への資本参加（グループ化）は断念したが、その後も良好な協力関係を築くきっかけともなった。
1976年10月、国鉄の増収政策を背景に「北アルプス」は特急列車に格上げされた。本系列の塗色は急行色のまま、塗り分けのみ国鉄特急形気動車に準じた形に変更され、運転台窓下に羽根状の帯を入れた。これにより、国鉄キハ82系に一層よく似た外見となった。この配色は全廃時まで変更されることはなく、全国で唯一、急行配色のまま運行された特急列車であった。
立山乗り入れは1983年夏まで13年間継続したが、名古屋駅 - 富山駅間の直通客は距離が長くても所要時間の短い北陸本線経由の特急「しらさぎ」を利用するという実情もあり、さらには北陸自動車道の米原 - 富山間開通に伴う観光客のマイカーや観光バスへの移行もあって、同年の夏季ダイヤ終了後は富山地鉄への直通も廃止し、運行区間を神宮前駅 - 飛騨古川駅間に固定した。その後、1985年には再び富山駅まで区間延長されたが、同時に車両運用（連結両数）も見直され、余剰となったキハ8100形2両がこの時点で廃車された。この時期には通常、キハ8200形またはキハ8000形2両+キハ8050形1両（2M1m）の3両編成での運行が基本となっていた（先頭車のみの3両編成のときもあった）が、1988年にはキハ8000形とキハ8050形が全廃となって中間車が存在しなくなり、先頭車のキハ8200形5両のみが残る体制となった。
国鉄民営化によって発足した東海旅客鉄道（JR東海）は1989年、高山線特急「ひだ」に従来のキハ80系に代わり、大出力エンジン搭載の新車であるキハ85系を投入した。1970年代後半には簡易リクライニングシート、1990年代に入れば本格的なリクライニングシートが標準仕様となっていた優等列車の設備傾向に比し、本系列は1960年代の仕様であるキハ80系の回転クロスシートより水準の低い狭幅の転換クロスシートで、走行性能も最終的に2基エンジン車のみになったとはいえ同年代の急行形気動車並みであったことや、さらに元々特急運用を想定していなかったことから台車も金属バネ仕様であるなど、陳腐化が顕在化していた。もとより準急列車への使用を企図した接客設備は準急・急行形としては優秀であったが、特急形の水準としては十分なものではなかった。
1990年には西日本旅客鉄道（JR西日本）管内への乗り入れを中止して再び運転区間を高山駅までに短縮したが、翌1991年には後継となるキハ8500系に置き換えられ、全車が運用を終了し除籍された。その後も尾西線日比野駅側線に稼動可能な状態で留置され、他社への譲渡を検討していたものの、車齢と重量が原因で引き取り手は現れず、最後まで残ったキハ8200形5両も全て解体された。
解体後はヘッドマークや行先票が名鉄資料館に展示されていた。

### 間合い運用

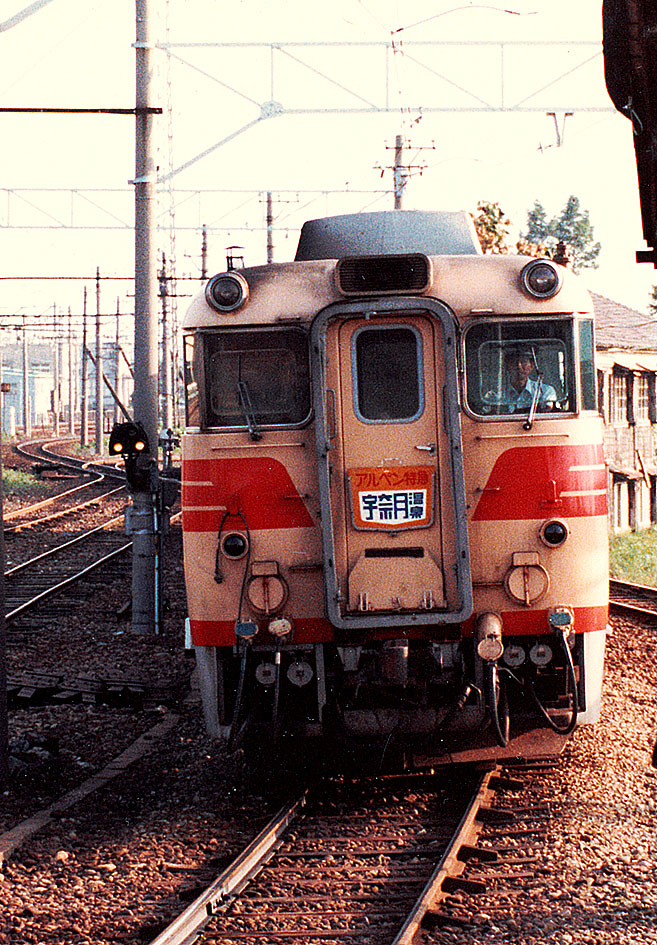
アルペン特急

「たかやま」「北アルプス」としての直通運用のほか間合い運用で名鉄線内の特急列車にも使われた。また富山地鉄でも立山駅での折り返し時間（特急昇格時ダイヤで15:05着 - 翌11:05発）が長いことから、同社線内立山駅 - 宇奈月温泉駅間の「アルペン特急」などで運用された実績もある。後継のキハ8500系が乗り入れなかった豊橋駅や豊川稲荷駅へも乗り入れたことがある（ただし豊川線へは定期列車としての乗り入れはなく、正月の初詣臨時列車として乗り入れ）。「たかやま」「北アルプス」用気動車の給油設備が津島線甚目寺駅構内にあったことに関連し、津島駅まで運用されたこともある（1973年〜1975年）。こちらもキハ8500系では設定されたことがない。